# Paveh

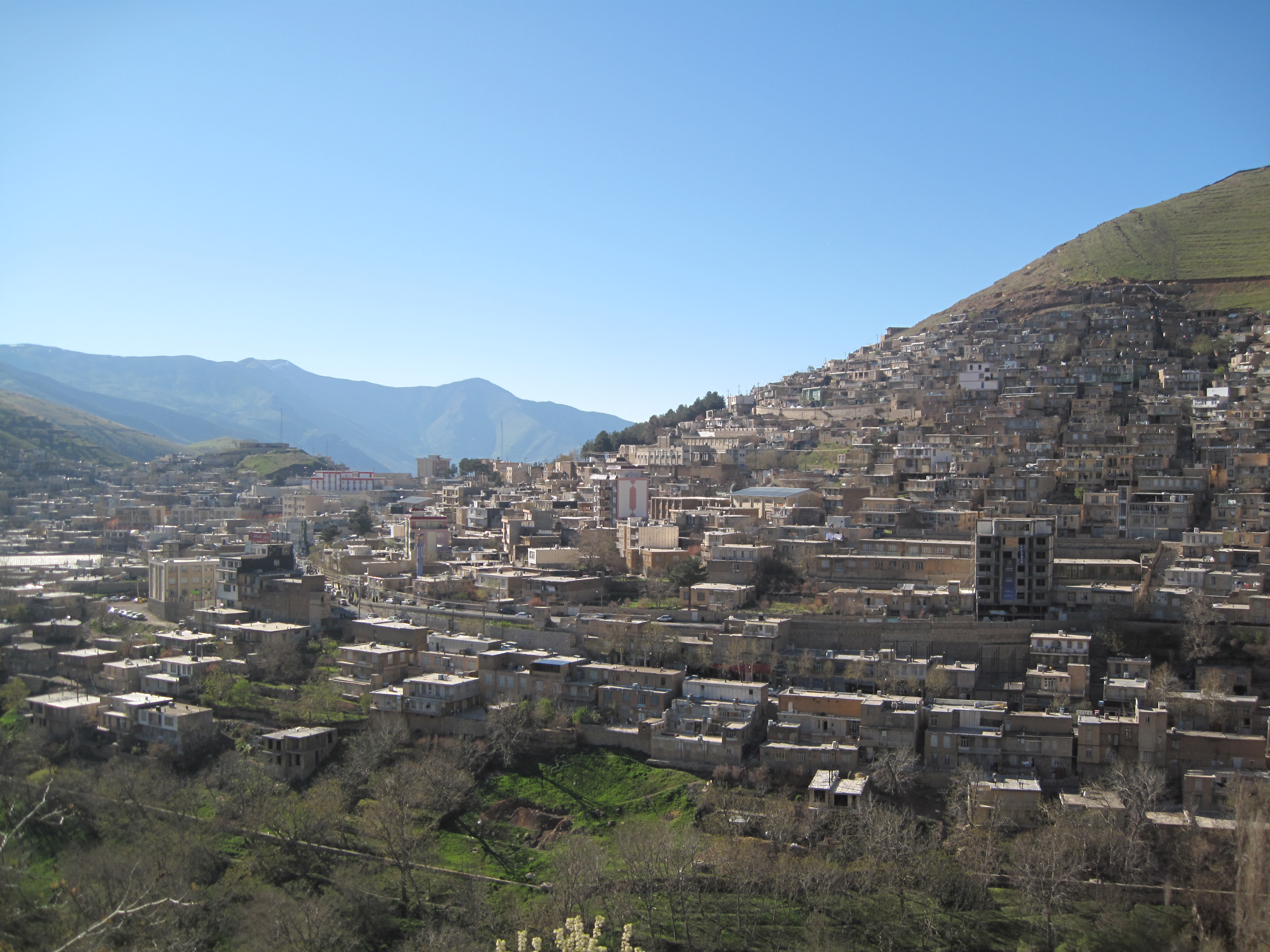
Paveh

Paveh (Pawe en kurdo, en persa: پاوه) es una ciudad en la provincia iraní de Kermanshah (Kirmaşan). Paveh está situada en al oeste de Irán, se encuentra a 230Pavehkilómetros de Kermanshah. Esta ciudad tiene una naturaleza muy hermosa y cascadas.
- Datos: Q720608
- Multimedia: Paveh / Q720608